# حارة الجامع الكبير (ذمار)
حارة الجامع الكبير هي إحدى حارات مدينة ذمار التابعة لمحافظة ذمار، بلغ تعداد سكانها 598 نسمة حسب تعداد اليمن لعام 2004.